# 新時代 (曲)
「新時代」（しんじだい）は、日本の歌手・Adoの楽曲。作詞・作曲は中田ヤスタカ。2022年6月8日に配信限定シングルとしてVirgin Musicからリリースされた。

## 概要
映画『ONE PIECE FILM  RED』の主題歌となっており、本作のために中田ヤスタカが書き下ろした楽曲となっている。
主題歌と劇中歌の7曲を7組のアーティストが楽曲提供を行うというプロジェクトの第一弾楽曲で、『ウタ』（上記映画のヒロインの名称）の歌唱パートを担当することになったAdoの名義でリリースされ、ミュージックビデオもAdoのYouTubeチャンネルにて公開された。
2022年8月7日から8月28日までの期間、テレビアニメ『ONE PIECE』のオープニングに『RED』劇中の映像と共に使用されている。
2022年11月16日にTBSが発表した第64回日本レコード大賞のノミネート10作品の中に、当作品が選出された。
2022年12月19日にはMV公開からわずか半年で1億回再生を突破。2022年動画再生数ランキングでも2位に輝いた。

## 構成と歌詞
中田ヤスタカ制作によるテクノポップのニュアンスを含んだ、80年代風のシンセサウンドが疾走感のある楽曲となっている。中田は、総合プロデューサーの尾田栄一郎から「新しい歌姫の誕生を象徴するような力強い曲」とのリクエストを受け、ONE PIECEの世界観に合ったサウンドと響きを届けることができるように意識した、とコメントしている。
楽曲タイトルでもある「新時代」は、作品のヒロインであるウタが理想とする世界を表している。歌詞中には、自身の歌で「世界中の人々を辛い現実世界から解放する」というウタの信念が表現されている。

## ミュージック・ビデオ
- 監督、アニメーション : hmng
- 振付 : MIKIKO(ELEVENPLAY)

2022年6月15日、YouTubeに公開された。アニメーター・イラストレーターのhmngがアニメーションを担当。

## チャート成績
本作はiTunes総合ソングランキング、LINE MUSICリアルタイムランキングなどのランキングで1位を獲得し、リリースから4日で「16冠」を記録した。
映画公開後に注目度が上昇し、Apple MusicやSpotifyなど国内の各音楽チャートで1位を獲得、Apple Music日本のトップソングでは劇中歌を含めた全7曲が1位から7位を独占した。Apple Music グローバルチャートにおいては「新時代」が日本の楽曲として初めて全世界1位を獲得。アルバムに収録されている全8曲が全世界100位以内にランクインし、うち4曲がトップ10入り。さらにJ-Popジャンル全体の週間再生回数が上昇し、全世界でのJ-Popの週間再生数が過去最大を記録する大きな貢献をした。
Billboard Japan Hot 100では、2022年8月17日公開チャートで総合首位を獲得し、同年8月から10月の間に通算6週間にわたりチャート総合首位を獲得した。週間のストリーミング再生回数は8月24日公開チャートで18,748,295再生を記録しており、2022年にリリースされた楽曲ではOfficial髭男dism「Subtitle」に次ぐ記録となっている。
オリコンチャートでは、2022年8月22日付の各週間ランキング（合算シングル、デジタルシングル、ストリーミング）で1位を獲得した。
2022年8月31日、楽曲のストリーミング累計再生回数が1億回を突破した。記録達成は「うっせぇわ」「踊」「ギラギラ」「阿修羅ちゃん」に続く自身5作目で、チャートイン12週目での達成は「うっせぇわ」を超える自身最速の記録となった。
2023年12月、2023年度のMPA賞ヒット・ソング賞（NexTone）を受賞。2024年4月17日、NexTone Award 2024でGold Medalを受賞した。

### 認定とセールス
|                                | 認定 (RIAJ)        | 売上/再生回数      |
| ------------------------------ | ------------------ | ------------------ |
| ダウンロード                   | プラチナ           | 300,000 DL         |
| ストリーミング                 | トリプル・プラチナ | 300,000,000 回再生 |
| *認定のみに基づく売上/再生回数 |                    |                    |

## カバー
- AKINO with bless4 -『ヘサカフレンズ2022』にて歌唱（2022年12月18日）。
- Roselia［湊友希那（相羽あいな）］- ゲーム『バンドリ! ガールズバンドパーティ!』に収録（2023年3月16日追加[28]）。
- 夏吉ゆうこ & 松岡美里 from うたごえはミルフィーユ - 配信シングル『新時代 from CrosSing』に収録（2023年6月14日発売）。カバーソングプロジェクト『CrosSing - Music＆Voice-』の楽曲としてのリリース。
- NakamuraEmi - シングル『白昼夢』（2023年11月10日発売）に収録[29]。